# Estación de La Floresta (FGC)
La Floresta es una estación de ferrocarril suburbano de la red de Ferrocarriles de la Generalidad de Cataluña (FGC) perteneciente a las líneas S1, S2, S5, S6 y S7 de la línea Barcelona-Vallés situada en el barrio del mismo nombre dentro de San Cugat del Vallés. La estación fue inaugurada bajo el nombre de "La Floresta-Pearson" en honor al promotor de la línea del Vallés. La estación tuvo en 2018 un tráfico de 448 494 pasajeros correspondientes al Metro del Vallés.

## Situación ferroviaria
Se encuentra en el punto kilométrico 2,9 de la línea Les Planes-Tarrasa, a 220 metros de altitud, entre las estaciones de Les Planes y Valldoreix. El tramo es de ancho internacional y está electrificado.

## Historia
Aunque el tren pasó por primera vez por ella en 1917 con la entrada en funcionamiento del tramo Las Planas-Sant Cugat Centre, la estación no se abrió al tráfico hasta el 8 de agosto de 1925. Originariamente, llevó el nombre de La Floresta-Pearson y sirvió de base a la urbanización de sus alrededores.
Las obras corrieron a cargo de la Compañía de los Ferrocarriles de Cataluña (FCC), constituida por Frederick Stark Pearson, que en 1912 había integrado a su predecesora, la Compañía del Ferrocarril Sarriá a Barcelona (FSB). Ésta a su vez adquirió a la que dio origen a la línea del Vallés, la Compañía del Ferrocarril de Barcelona a Sarriá (FBS), debido a la acumulación de deudas de esta última, en 1874.
En 1936, con el estallido de la Guerra Civil, la línea pasó a manos de colectivizaciones de obreros que se hicieron cargo de la infraestructura y la gestión de la línea. En 1939 fueron devueltas a sus propietarios antes de las colectivizaciones.
Cabe destacar que en 1941, con la nacionalización del ferrocarril en España, FCC, FSB y sus infraestructuras no pasaron a ser gestionadas por RENFE, debido a que la línea no era de ancho ibérico.
La Compañía del Ferrocarril de Sarriá a Barcelona (FSB), a partir de la década de 1970, empezó a sufrir problemas financieros debido a la inflación, el aumento de los gastos de explotación y tarifas obligadas sin ninguna compensación. En 1977 después de pedir subvenciones a diferentes instituciones, solicitó el rescate de la concesión de las líneas urbanas pero el Ayuntamiento de Barcelona denegó la petición y el 23 de mayo de 1977 se anunció la clausura de la red a partir del 20 de junio. El Gobierno evitó el cierre de la red de FSB otorgando por Real decreto la explotación y las líneas a Ferrocarriles de Vía Estrecha (FEVE) el 17 de junio de 1977, de forma provisional, mientras el Ministerio de Obras Públicas del Gobierno de España, la Diputación de Barcelona, la Corporación Metropolitana de Barcelona y la Ayuntamiento de Barcelona estudiaban el régimen de explotación de esta red. Debido a la indefinición se produjo una degradación del material e instalaciones, que en algún momento determinaron la paralización de la explotación.
Con la instauración de la Generalidad de Cataluña, el Gobierno de España traspasó a la Generalidad la gestión de las líneas explotadas por FEVE en Cataluña, gestionando así los Ferrocarriles de Cataluña a través del Departamento de Política Territorial y Obras Públicas (DPTOP) hasta que se creó en 1979 la empresa Ferrocarriles de la Generalidad de Cataluña (FGC), la cual integraba el 7 de noviembre de 1979 a su red estos ferrocarriles con la denominación Línea Cataluña y Sarriá.

## La estación
Desde sus inicios la estación estuvo situada a la salida del túnel número 5, que condiciona su trazado, formado por las dos vías generales con andenes laterales situados en un tramo de curva. El edificio de viajeros se mantiene y se ubica a la izquierda de las vías, aunque originalmente estaba en una sola planta, actualmente es de dos y de mayores dimensiones. La estación actual cuenta con dos accesos al andén de la vía 1. El acceso desde el Paseo de la Floresta (situado sobre el túnel) tiene una escalera fija y un ascensor mientras que el acceso desde la calle Pas de la Estación se realiza mediante una rampa. El andén de la vía 1 cuenta con una marquesina donde se ubican la máquina expendedora de billetes y el validador de billetes de transporte. La vía 2 tiene acceso desde el Paseo de La Floresta por una escalera fija y desde la Plaza Miquel Ros mediante una rampa. Los accesos conducen al porche del edificio de pasajeros, donde su interior alberga una sala con máquinas expendedoras de billetes, entre otras instalaciones. Desde el porche se entra directamente al andén de la vía 2 a través de las barreras tarifarias. El andén de la vía 2 tiene una pequeña marquesina, así como una sección experimental para reducir la separación entre el tren y la plataforma curva, que consiste en una plataforma móvil retráctil. La estación cuenta con un prototipo de Sistema de Detección de Objetos (SDO), que detecta la presencia de personas y objetos peligrosos en la vía. Debajo de la plataforma hay sensores láser que detectan todos aquellos objetos de más de 30 centímetros y densos que caen sobre la pista. Además de los sensores, el sistema se complementa con cámaras térmicas y software.

## Tarifa plana
Esta estación está dentro de la tarifa plana del área metropolitana de Barcelona, cualquier trayecto entre dos de los municipios de la área metropolitana de Barcelona se contará como zona 1.

## Servicios ferroviarios
Todos los trenes de viajeros efectúan parada en la estación. El horario de la estación se puede descargar del siguiente enlace. El plano de las líneas del Vallés en este enlace. El plano integrado de la red ferroviaria de Barcelona puede descargarse en este enlace.
| << cabecera                   | < estación | línea                     | estación > | cabecera >>             |
| ----------------------------- | ---------- | ------------------------- | ---------- | ----------------------- |
| Línea Barcelona-Vallés de FGC |            |                           |            |                         |
| Barcelona-Plaza de Cataluña   | Las Planas |                           | Valldoreix | Tarrasa-Naciones Unidas |
| Barcelona-Plaza de Cataluña   | Las Planas | Sabadell-Parque del Norte | Valldoreix |                         |